# 竹内幸輔
竹内 幸輔（たけうち こうすけ、1976年7月4日 - 2022年6月8日）は、日本の男性声優、元お笑いタレント。秋田県大曲市（現：大仙市）出身。ケッケコーポレーション所属。

## 略歴
大曲市立大曲小学校（現：大仙市立大曲小学校）、大曲市立大曲中学校（現：大仙市立大曲中学校）、秋田県立大曲高等学校卒業。日本大学芸術学部音楽学科中退。中学時代に嘉門達夫のラジオに熱中し、その後、生まれて初めてのコンサートにも行って、その時に「彼みたいな歌手になりたい」と思い、音楽を志して上京。しかし竹内曰く「バケモノ」がいっぱいおり、音楽をすぐに断念したという。
高校時代、好きだった女性が演劇をしていたため、観に行ったところ面白く色々なところを観に行くようになったという。当時、若かったため、勘違いして劇団なら簡単そうだったことから「作れそうだな」と思い、劇団であるPROPAGANDA STAGEの結成に参加し、以後しばらくは劇団員として活動した。大学1年生の時に同じ映画サークルに所属していた斎藤恭央（桜塚やっくん）と共にお笑いコンビ「あばれヌンチャク」を結成。竹内はボケを担当していた。コンビ解消後は声優として活動。
2022年6月8日、病気のため死去。45歳没。6月15日に所属事務所が公式サイトにて「弊社所属俳優　竹内幸輔儀（45歳）令和4年6月8日　病気のために永眠いたしました」と報告。死去の前日である7日には自身のツイッターで「人生でいちばんおなかいたい　どうしよ　この後気絶とかしたらこわいからとりあえずメモ」というツイートをしていた。

## 人物
大学時代は前述のとおり、映画サークルに所属しており、裸踊りをする役で出演していた。
友人に漫画家の新井祥がおり、新井のエッセイ漫画の中にもたびたび登場している。また、役者としての活動も行っている。
全日本プロドリフト選手権において2007年第5戦以降、ピットレポーターなどで活躍しその姿をビデオオプションにて見ることができる。2007年に数本副音声を担当したちふゆ同様、ビデオオプションのナレーションを長年ケッケコーポレーションの代表である難波圭一が担当している繋がりでの起用とされる。
趣味はサッカー、ダーツ。特技は日本歌曲、イタリア歌曲。
妹がいた。

## 出演
太字はメインキャラクター。

### テレビアニメ
2003年
- テニスの王子様（天根ヒカル）

2005年
- アイシールド21（原尾王成、筧駿）
- 韋駄天翔（スパイク）

2006年
- 家庭教師ヒットマンREBORN!（エノモト）
- capeta（梶原の先輩）
- 銀牙伝説WEED（哲心）

2007年
- 人造昆虫カブトボーグ V×V（アニマル斉藤）

2008年
- Rocket! ぼくらを月につれてって 新・月世界旅行（フィリアス・フォッグ）

2009年
- 涼宮ハルヒの憂鬱（2009年版）（スタート係）
- はっけん たいけん だいすき! しまじろう

2011年
- デュエル・マスターズ ビクトリー（2011年 - 2013年、ドラゴン龍、管理A、ナレーション）- 3シリーズ

2016年
- くまみこ（警察官）

2018年
- ソラとウミのアイダ（三島三男）
- ゴールデンカムイ（谷垣の兄）

### 劇場アニメ
- 劇場版 テニスの王子様 跡部からの贈り物 〜君に捧げるテニプリ祭り〜（2005年、天根ヒカル）

### OVA
- テニスの王子様 Original Video Animation 全国大会篇（2006年、天根ヒカル）
- 新テニスの王子様（2012年、天根ヒカル） - Blu-ray・DVD第5巻映像特典

### Webアニメ
- 不憫系4コママンガドナドナちゃん（時期不明、お隣のヒト）

### ゲーム
- アイシールド21 シリーズ（筧駿、原尾王成）
- テニスの王子様 シリーズ（天根ヒカル）
- 半熟英雄4 〜7人の半熟英雄〜（2005年、イビルエッグマン 他）
- アメサラサ 〜雨と、不思議な君に、恋をする〜（2007年、三本木礼二[25]）
- Volume7（2008年、辻占八代[26]）
- ゼノブレイド（2010年、ガド[27]）
  - ゼノブレイド ディフィニティブ・エディション（2020年、ガド）
- リベロアストーリア（2015年、ヒューレイ[28]）

### ドラマCD
- 乙女に捧げる 告白CD
- 腐女子に捧げる 告白CD
- テニスの王子様 シリーズ
- エミル・クロニクル・オンライン 7thアニバーサリードラマCD 〜ECOねくと！〜（ソイト[29]）

### BLCD
- 言葉なんていらない（丹波）
- 華と龍 第一章 激動編

### 吹き替え

#### 映画
- 狂人の館
- ヒーリング・ハート/侠骨仁心

#### ドラマ
- WITHOUT A TRACE/FBI 失踪者を追え!
- サマンサ Who?
- ビッグバン★セオリー ギークなボクらの恋愛法則

### ナレーション
- GiRLS LoVER（テレビ東京）
- みちブラっ！静岡十八番（静岡放送、ナレーション、弁慶君の声）

### テレビ番組
※はインターネット配信。
- ひるたま（テレビ埼玉、リポーター）
- ごごたま（テレビ埼玉、リポーター）
- アルナン2（ニコニコ生放送※） ※不定期出演

### ラジオ
- テニスの王子様 オン・ザ・レイディオ（文化放送）

### ラジオCD
- テニスの王子様 オン・ザ・レイディオ MONTHLY 2006 FEBRUARY

### 実写
- テニスの王子様 100曲マラソン

### オーディオブック
- 仮面病棟（2020年、ピエロ[30]）
- 終電の神様（2020年、芝山 / 朗読〈第四話〉[31]）

### 舞台
- 日本の神の物語〜古事記の世界〜（2016年12月27日 - 30日、ワーサルシアター八幡山劇場）
- ZERO BEAT.「Fehde－針の尖－」（2017年6月21日 - 25日、Geki地下Liberty） - 杉山 役[32]
- 野良犬たちのBALLAD（2017年10月12日 - 15日、築地本願寺ブディストホール） - 栗木 役[33]
- リーディングライブ「UBUGOE vol.17 〜voice of comedy〜」（2017年11月7日・8日、めぐろパーシモンホール 小ホール）
- 銀河鉄道の夜 愛を教えて、と彼女は言った。願い事は星の彼方に（2018年8月24日 - 26日、赤坂CHANCEシアター） - 武原真弥 役

### その他コンテンツ
- 麻雀最強戦2014スペシャル 著名人代表決定戦予選 実況
- 近代麻雀プレミアリーグ2015 司会・実況
- 麻雀最強戦2016プレミアトーナメント 司会・実況
- 四神降臨2017王座決定戦 ナビゲーター[34]
- 八局麻雀 実況[35]

## ディスコグラフィ

### キャラクターソング
| 発売日         | 商品名                                                        | 歌 | 楽曲                       | 備考                                 |
| -------------- | ------------------------------------------------------------- | --- | -------------------------- | ------------------------------------ |
| 2003年11月27日 | THE BEST OF RIVAL PLAYERS XV Harukaze Kurobane & Hikaru Amane | 黒羽春風（大黒和広）、天根ヒカル（竹内幸輔）                                                                                       | 「Joy to the world」       | テレビアニメ『テニスの王子様』関連曲 |
| 2009年11月18日 | ちばうた                                                      | 天根ヒカル（竹内幸輔） | 「サイコーにさぁ行こー！」 | テレビアニメ『テニスの王子様』関連曲 |
| 2009年11月18日 | ちばうた                                                      | 葵剣太郎（豊永利行）、佐伯虎次郎（織田優成）、黒羽春風（大黒和広）、天根ヒカル（竹内幸輔）、樹希彦（蓮岳大）、木更津亮（高橋広樹） | 「ワッショイ！」           | テレビアニメ『テニスの王子様』関連曲 |
| 2013年1月30日  | バレンタイン・キッス                                          | 佐伯虎次郎（織田優成） with 六角中[天根ヒカル（竹内幸輔）、樹希彦（蓮岳大）]                                                       | 「バレンタイン・キッス」   | テレビアニメ『テニスの王子様』関連曲 |